# Hazji Moerad

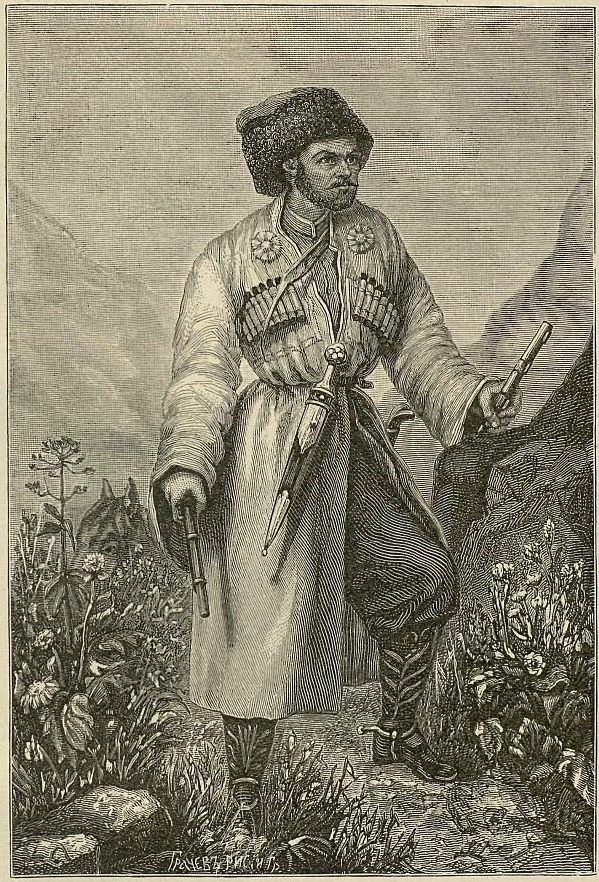

Hazji Moerad (Avaars: XIажи Мурад, H'azji Moerad; Russisch: Хаджи-Мурат, Chadzji-Moerat; eind jaren 1790 - nabij Şəki, (Azerbeidzjan) 23 april (N.S. 5 mei) 1852) was een belangrijke leider tijdens de opstand in de Kaukasus tegen het Russische Rijk. Hij was van Avaarse afkomst. Later heeft de bekende Russische schrijver Leo Tolstoj een historische roman geschreven die grotendeels gebaseerd is op het leven van Hazji Moerad.
Hazji Moerad is in 1852 overleden.
- Gemeinsame Normdatei: 13623240X
- International Standard Name Identifier: 0000 0000 5557 8441
- Library of Congress Control Number: no2002085667
- TDVİA: haci-murad
- Virtual International Authority File: 48902829
- WorldCat: E39PBJy49c9xGFPHhhCcBGmTpP